# París-Roubaix 1990

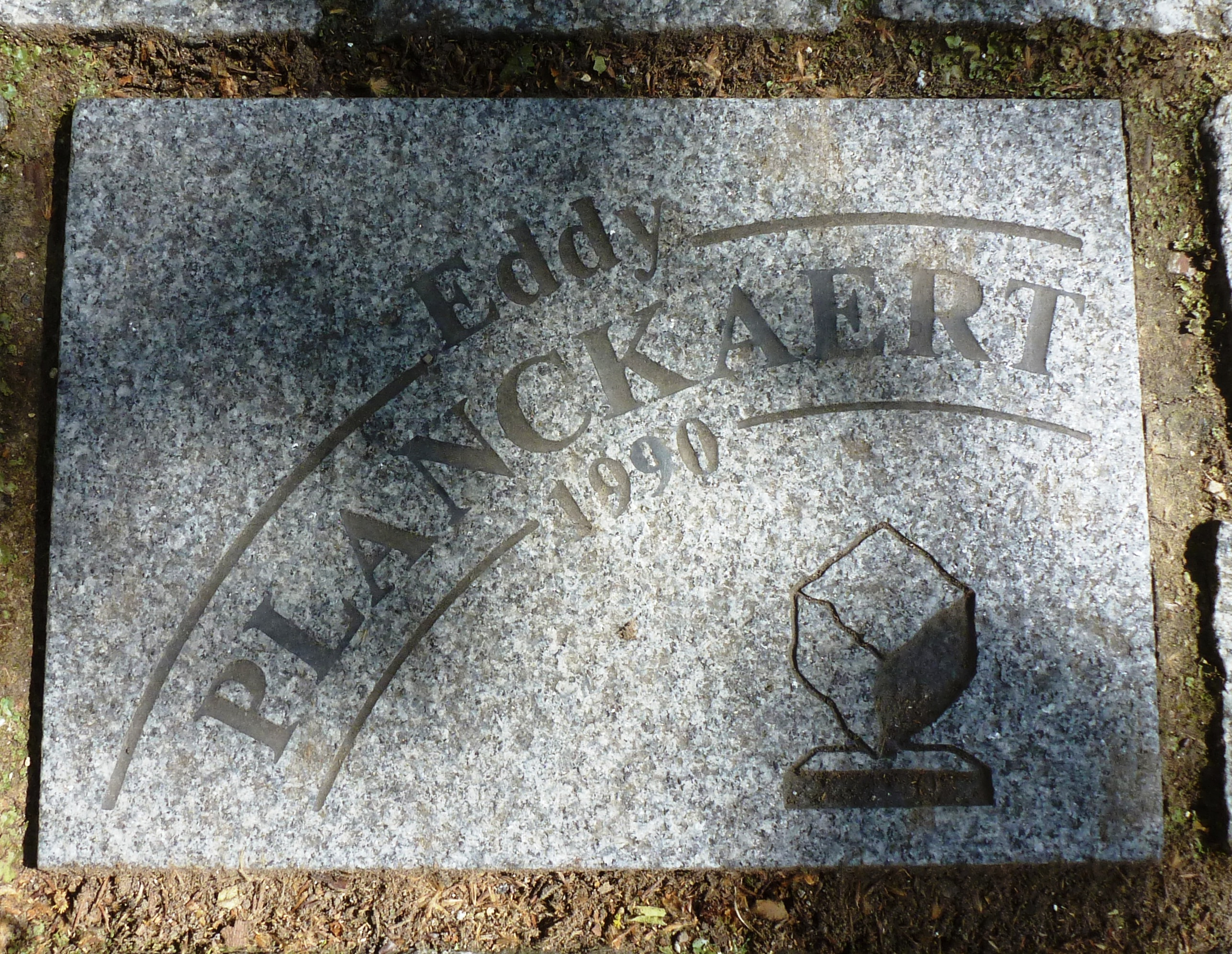
Placa conmemorativa dedicada a Eddy Planckaert, ganador de la prueba

La 88.ª edición de la carrera ciclista París-Roubaix tuvo lugar el 8 de abril de 1990 y fue ganada por el belga Eddy Planckaert quien ganó al esprint a un grupo de otros tres corredores. La prueba constó de 265 kilómetros llegando el cuarteto cabecero en un tiempo de 7h 37' 02".

## Clasificación final
| Posición | Ciclista                | Equipo              | Tiempo     |
| -------- | ----------------------- | ------------------- | ---------- |
| 1.       | Eddy Planckaert         | Panasonic-Sportlife | 7h 37' 02" |
| 2.       | Steve Bauer             | 7 Eleven-Hoonved    | m.t.       |
| 3.       | Edwig Van Hooydonck     | Buckler             | m.t.       |
| 4.       | Martial Gayant          | Toshiba             | + 3"       |
| 5.       | Jean-Marie Wampers      | Panasonic-Sportlife | m.t.       |
| 6.       | Gilbert Duclos-Lassalle | Z                   | m.t.       |
| 7.       | Thomas Wegmüller        | Weinmann-SMM Uster  | + 7"       |
| 8.       | Adri Van der Poel       | Weinmann-SMM Uster  | + 10"      |
| 9.       | Rudy Dhaenens           | PDM-Concorde-Ultima | m.t.       |
| 10.      | John Talen              | Panasonic-Sportlife | m.t.       |